# Heckelfoon
Een heckelfoon is een dubbelrietinstrument dat behoort tot de houtblazers.

De heckelfoon is uitgevonden door Wilhelm Heckel (1856-1909), die bekend is van de tevens naar hem genoemde heckelfagotten, en zijn zonen, en werd geïntroduceerd in 1904.
Het instrument behoort tot de hobo-familie, alleen is de heckelfoon zo'n 1,4 m lang en heeft een wijdere boring. De heckelfoon wordt vanwege zijn familiaire verwantschap met de hobofamilie ook aangeduid als baritonhobo.

De toon is veel zwaarder en doordringender dan die van de hobo en komt soms in de buurt van die van de fagot.
Een voorbeeld van gebruik van het instrument is te vinden in Richard Strauss' compositie Salomé.